# Sumaila
Pour les articles homonymes, voir Sumaila (homonymie).
Sumaila est une zone de gouvernement local et un émirat de l'État de Kano au Nigeria,.

## Source
- (en) Cet article est partiellement ou en totalité issu de l’article de Wikipédia en anglais intitulé « Sumaila » (voir la liste des auteurs).